# Amstel Gold Race 2023
La 57.ª edición de la clásica ciclista Amstel Gold Race fue una carrera que se celebró en los Países Bajos el 16 de abril de 2023 sobre un recorrido de 253,6 kilómetros con inicio en la ciudad de Maastricht y final en la ciudad de Berg en Terblijt.
La carrera, además de ser la primera clásica de las Ardenas, formó parte del UCI WorldTour 2023, siendo la decimoséptima competición del calendario de máxima categoría mundial. El vencedor fue el esloveno Tadej Pogačar del UAE Emirates y estuvo acompañado en el podio por el irlandés Ben Healy del EF Education-EasyPost y el británico Thomas Pidcock del INEOS Grenadiers, segundo y tercer clasificado respectivamente.

## Equipos participantes
Tomaron parte en la carrera 25 equipos: 18 de categoría UCI WorldTour 2023 invitados por la organización; y 7 de categoría UCI ProTeam. Formaron así un pelotón de 175 ciclistas de los que acabaron 77. Los equipos participantes fueron:
| WorldTeams (18)- AG2R Citroën Team - Alpecin-Deceuninck - Astana Qazaqstan Team - Bahrain Victorious - Bora-Hansgrohe - Cofidis - EF Education-EasyPost - Groupama-FDJ - Ineos Grenadiers - Intermarché-Circus-Wanty - Jumbo-Visma - Movistar Team - Soudal Quick-Step - Arkéa-Samsic - Team DSM - Team Jayco AlUla - Trek-Segafredo - UAE Team Emirates ProTeams (7)- Israel-Premier Tech - Lotto Dstny - Q36.5 Pro Cycling Team - Team Flanders-Baloise - TotalEnergies - Tudor Pro Cycling Team - Uno-X Pro Cycling Team |
| |

## Clasificación final
- La clasificación finalizó de la siguiente forma:[3]

### Clasificación general
| \| Clasificación general \| Clasificación general \| Clasificación general \| Clasificación general \| Clasificación general \| \| Ciclista \| Ciclista \| Equipo \| Tiempo \| \| \| --------------------- \| --------------------- \| ---------------------- \| --------------------- \| --------------------- \| \| 1.º \| Tadej Pogačar \| UAE Team Emirates \| 6 h 02 min 02 s \| \| \| 2.º \| Ben Healy \| EF Education-EasyPost \| + 38 s \| \| \| 3.º \| Thomas Pidcock \| Ineos Grenadiers \| + 2 min 14 s \| \| \| 4.º \| Andreas Kron \| Lotto Dstny \| + 2 min 14 s \| \| \| 5.º \| Alexéi Lutsenko \| Astana Qazaqstan Team \| + 2 min 14 s \| \| \| 6.º \| Andrea Bagioli \| Soudal Quick-Step \| + 3 min 14 s \| \| \| 7.º \| Maxim Van Gils \| Lotto Dstny \| + 3 min 14 s \| \| \| 8.º \| Mattias Skjelmose \| Trek-Segafredo \| + 3 min 14 s \| \| \| 9.º \| Alexander Kamp \| Tudor Pro Cycling Team \| + 3 min 14 s \| \| \| 10.º \| Axel Zingle \| Cofidis \| + 3 min 14 s \| \| |                   |                        |                 |
| |                   |                        |                 |
| Fuente: ProCyclingStats |                   |                        |                 |
| Clasificación general |                   |                        |                 |
| Ciclista | Ciclista          | Equipo                 | Tiempo          |
| 1.º | Tadej Pogačar     | UAE Team Emirates      | 6 h 02 min 02 s |
| 2.º | Ben Healy         | EF Education-EasyPost  | + 38 s          |
| 3.º | Thomas Pidcock    | Ineos Grenadiers       | + 2 min 14 s    |
| 4.º | Andreas Kron      | Lotto Dstny            | + 2 min 14 s    |
| 5.º | Alexéi Lutsenko   | Astana Qazaqstan Team  | + 2 min 14 s    |
| 6.º | Andrea Bagioli    | Soudal Quick-Step      | + 3 min 14 s    |
| 7.º | Maxim Van Gils    | Lotto Dstny            | + 3 min 14 s    |
| 8.º | Mattias Skjelmose | Trek-Segafredo         | + 3 min 14 s    |
| 9.º | Alexander Kamp    | Tudor Pro Cycling Team | + 3 min 14 s    |
| 10.º | Axel Zingle       | Cofidis                | + 3 min 14 s    |

## Ciclistas participantes y posiciones finales
Convenciones:
- AB: Abandono
- FLT: Retiro por llegada fuera del límite de tiempo
- NTS: No tomó la salida
- DES: Descalificado o expulsado

## UCI World Ranking
La Amstel Gold Race otorgó puntos para el UCI World Ranking para corredores de los equipos en las categorías UCI WorldTeam, UCI ProTeam y Continental. Las siguientes tablas son el baremo de puntuación y los diez corredores que obtuvieron más puntos:
| Posición   | 1.º | 2.º | 3.º | 4.º | 5.º | 6.º | 7.º | 8.º | 9.º | 10.º | 11.º | 12.º | 13.º | 14.º | 15.º | 16.º-20.º | 21.º-30.º | 31.º-50.º | 51.º-55.º | 56.º-60.º |
| Puntuación | 500 | 400 | 325 | 275 | 225 | 175 | 150 | 125 | 100 | 85   | 70   | 60   | 50   | 40   | 35   | 30        | 20        | 10        | 5         | 3         |

| Clasificación |                          |                       |        |
| Posición      | Ciclista                 | Equipo                | Puntos |
| ------------- | ------------------------ | --------------------- | ------ |
| 1.º           | Tadej Pogačar            | UAE Emirates          | 500    |
| 2.º           | Ben Healy                | EF Education-EasyPost | 400    |
| 3.º           | Thomas Pidcock           | INEOS Grenadiers      | 325    |
| 4.º           | Andreas Kron             | Lotto Dstny           | 275    |
| 5.º           | Alexey Lutsenko          | Astana Qazaqstan      | 225    |
| 6.º           | Andrea Bagioli           | Soudal Quick-Step     | 175    |
| 7.º           | Maxim Van Gils           | Lotto Dstny           | 150    |
| 8.º           | Mattias Skjelmose Jensen | Trek-Segafredo        | 125    |
| 9.º           | Alexander Kamp           | Tudor                 | 100    |
| 10.º          | Axel Zingle              | Cofidis               | 85     |